# HD 13551
HD 13551 (HIP 10119 / SAO 248503) es una estrella de magnitud aparente +9,29 en la constelación de Hydrus, situada entre α Hydri y λ Horologii, a poco más de 1,5º de la primera.
HD 13551, catalogada en la base de datos SIMBAD como una estrella peculiar de tipo F7w, fue clasificada ya en 1972 como una estrella de bario marginal de tipo espectral G0, posteriormente revisada a tipo F6. Incluso ha sido propuesta como candidata a estrella del halo galáctico.
Hoy se la considera una estrella CH subgigante cuya temperatura efectiva, según la fuente consultada, varía entre 5870 y 6400 K.
Su luminosidad se estima un 30% mayor que la luminosidad solar.
HD 13551 posee un bajo contenido de hierro ([Fe/H] = -0,44), apenas el 36% del existente en el Sol, y, al igual que otras estrellas de bario, es una estrella pobre en litio. Su escasa metalicidad sugiere que es una antigua estrella de disco. Se halla substancialmente enriquecida con elementos pesados provenientes del proceso-s.
Se encuentra a 366 años luz de distancia del sistema solar.